# Vought OS2U Kingfisher
Pour les articles homonymes, voir Kingfisher.
Le Vought OS2U Kingfisher est le premier hydravion de reconnaissance maritime catapulté de la marine américaine. Il fut utilisé à la fois depuis des navires en mer et depuis des pistes à terre. Il fut intensivement utilisé en tant qu'avion de reconnaissance, de lutte anti sous-marine et de sauvetage.

## Conception

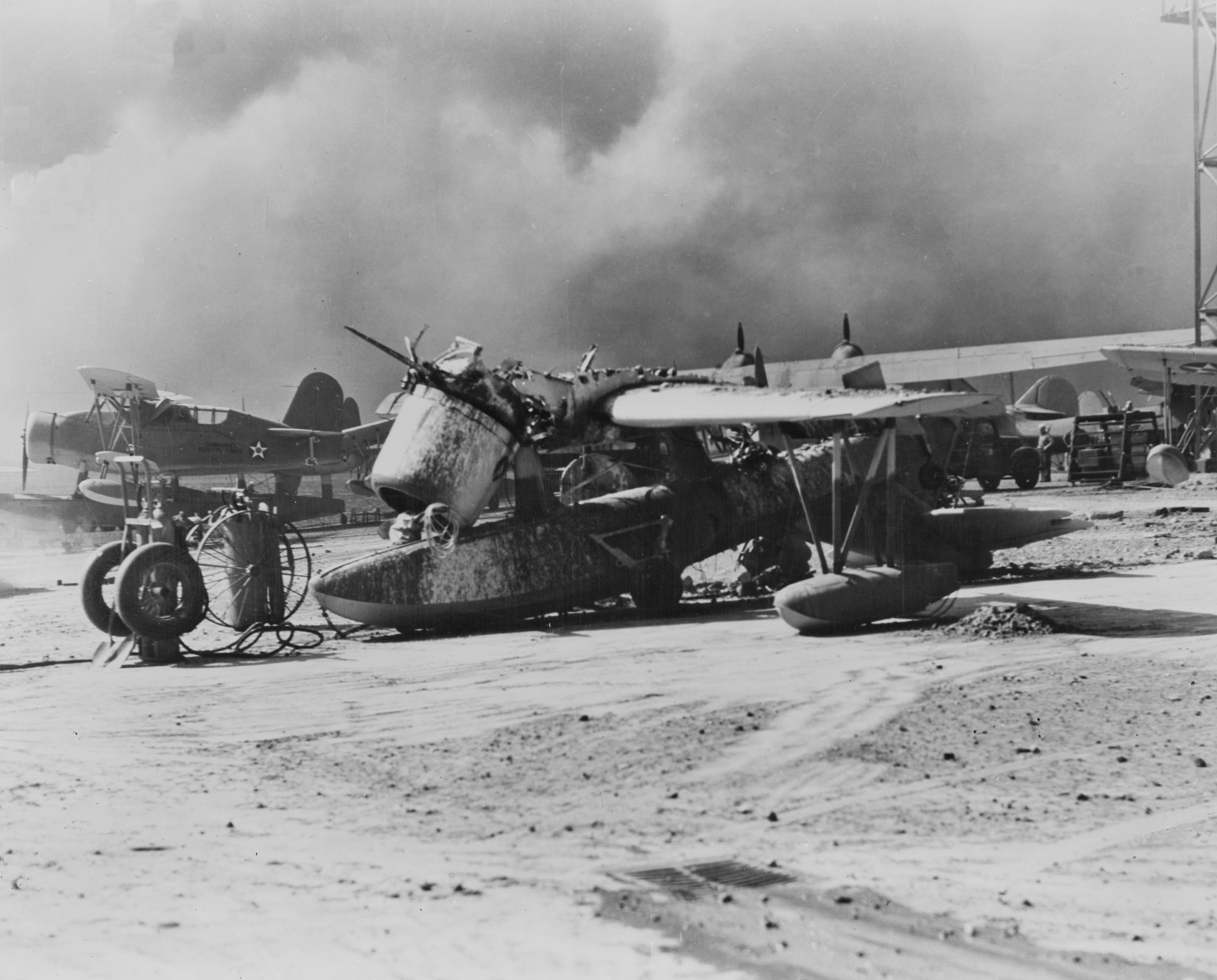
Un Vought OS2U Kingfisher détruit sur la Naval Air Station Ford Island de Pearl Harbor le 7 décembre 1941. Un Curtiss SOC Seagull où il est indiqué Commander Scouting Force et un Consolidated PBY Catalina se trouvent à l'arrière-plan.

L'OS2U Kingfisher fut conçu par la firme Vought afin de remplacer le biplan de reconnaissance O3U Corsair encore en service à la fin des années 1930 dans la marine américaine.
Le premier vol de prototype XOS2U-1 eut lieu en mars 1938, il était équipé d'un moteur Pratt & Whitney R-985-4 Wasp Junior d'une puissance de 450 ch et d'un train d'atterrissage à roues. Le prototype de la version hydravion vola lui en mai avec un moteur R-985-48. Cette version fut alors produite à 54 exemplaires.
Par la suite, une seconde version baptisée OS2U-2 fut produite à 58 exemplaires avec un moteur R-985-50. Puis 1 000 exemplaires de la version OS2U-3 sortirent d'usine. Ils étaient équipés d'un moteur R985-AN-2, de réservoirs auto-obturants, d'un blindage de protection pour le pilote et de deux mitrailleuses (1 fixe et 1 orientable). En outre, ils pouvaient emporter deux grenades sous-marines de 147 kg.
Plusieurs appareils furent livrés à des pays d'Amérique et en URSS, une centaine seront livrés au Royaume-Uni. Une dernière version OS2U-4 fut envisagée, mais elle fut abandonnée. Elle aurait alors reçu un nouvel empennage, une voilure plus fine dotée de volets pleins et d'extrémités d'ailes carrées.

## Description
Le Kingfisher est un hydravion de reconnaissance catapulté. Il est équipé d'un moteur Pratt & Whitney en étoile entraînant une hélice bipale. Ses ailes en porte-à-faux sont montées dans une position médiane/basse sur un gros fuselage surmonté d'un long cockpit vitré. L'ensemble est monté sur un train d'atterrissage ou d'amerrissage interchangeable à roues à flotteur (un gros flotteur central et deux flotteurs stabilisateurs sous les ailes).
Il peut être confondu avec le Vought SO2U-1 Kingfisher remplissant à peu près les mêmes missions mais muni d'un moteur en V inversé et d'une aile semi-haute.

## Variantes
- XOS2U-1 : Prototype (Model VS.310) avec un moteur Pratt & Whitney R-985-4 de 450 ch, un seul exemplaire construit.
- OS2U-1 : version de base (54 exemplaires) fondé sur le prototype mais utilisant un moteur Pratt & Whitney R-985-48 de 450 ch, 54 exemplaires.
- OS2U-2 : Version de production légèrement modifiée utilisant un moteur Pratt & Whitney R-985-50 de 450 ch, 158 exemplaires.
- OS2U-3 : Version fondée sur le 02SU-2 mais incluant des réservoirs auto-obturants, un blindage de série, 2 mitrailleuses de 7,62 mm (capot et dorsale), et pouvant transporter 147 kg de charges de profondeurs ou 45 kg de bombes, utilisant un moteur Pratt & Whitney R-985-AN2 de 450 ch, 1 006 exemplaires.
- OS2U-4 : Version avec des ailerons modifiés, 2 exemplaires convertis mais jamais utilisés en service actif.
- OS2N-1 : Version produite par la Naval Aircraft Factory fondée sur le 02SU-3 avec un moteur Pratt & Whitney R-985-AN-2 ou -AN-8 de 450 ch, 300 exemplaires.
- Kingfisher I : Désignation britannique de la version OS2U-3, 100 exemplaires livrés à la Royal Navy.

## Sources

### Aéronefs comparables
- Aichi E13A
- Arado Ar 196